# Adriatische Basketballliga 2002/03
Die Adriatische Basketballliga Saison 2002/03 war die zweite Saison der Adriatischen Basketballliga. An der Saison 2002/03 nahmen 12 Mannschaften aus 5 Ländern teil.
Die Saison begann am 28. September 2002 und endete am 4. April 2003. Meister wurde zum ersten Mal KK Zadar.

## Turnierformat
In der regulären Saison spielten 12 Mannschaften eine Doppelrunde jeder gegen jeden. Nach der regulären Saison wurde der Meister in einem Final four ermittelt.

### Teilnehmende Mannschaften
| Land                    | Team                   | Stadt         | Spielort (Kapazität)                    |
| ----------------------- | ---------------------- | ------------- | --------------------------------------- |
| Bosnien und Herzegowina | Borac Nektar           | Banja Luka    | SD Borik Arena (5.000)                  |
| Bosnien und Herzegowina | Bosna ASA              | Sarajevo      | Dvorana Mirza Delibašić (6.500)         |
| Bosnien und Herzegowina | Široki Brijeg          | Široki Brijeg | Dvorana Pecara (4.500)                  |
| Israel                  | Maccabi Tel Aviv       | Tel Aviv      | Menora Mivtachim Arena (11.700)         |
| Kroatien                | KK Split               | Split         | Dvorana na Gripama (5.000)              |
| Kroatien                | KK Zadar               | Zadar         | Dvorana Krešimira Ćosića (9.200)        |
| Kroatien                | KK Cibona Zagreb       | Zagreb        | Dražen-Petrović-Basketballhalle (5.400) |
| Kroatien                | KK Zagreb              | Zagreb        | Dražen-Petrović-Basketballhalle (5.400) |
| Serbien und Montenegro  | KK Roter Stern Belgrad | Belgrad       | Pionir-Halle (8.150)                    |
| Slowenien               | Pivovarna Laško        | Laško         | Dvorana Tri lilije (3.000)              |
| Slowenien               | KK Krka                | Novo mesto    | Dvorana Leon Štukelj (3.000)            |
| Slowenien               | Union Olimpija         | Ljubljana     | Arena Stožice (12.480)                  |

## Reguläre Saison
Die Spiele der regulären Saison fanden vom 28. September 2002 bis zum 15. März 2003 statt.

### Tabelle
Endstand
| Platz | Team             | Sp | S  | N  | P+   | P-   | Diff |
| ----- | ---------------- | -- | -- | -- | ---- | ---- | ---- |
| 1     | Roter Stern      | 22 | 17 | 5  | 1828 | 1648 | +180 |
| 2     | Maccabi Tel Aviv | 22 | 17 | 5  | 1887 | 1629 | +258 |
| 3     | Union Olimpija   | 22 | 17 | 5  | 1812 | 1647 | +165 |
| 4     | KK Zadar         | 22 | 14 | 8  | 1963 | 1891 | +72  |
| 5     | Cibona Zagreb    | 22 | 13 | 9  | 1808 | 1695 | +113 |
| 6     | KK Zagreb        | 22 | 11 | 11 | 1758 | 1861 | −103 |
| 7     | KK Krka          | 22 | 11 | 11 | 1806 | 1738 | +68  |
| 8     | Pivovarna Laško  | 22 | 9  | 13 | 1717 | 1784 | −67  |
| 9     | Široki Brijeg    | 22 | 9  | 13 | 1745 | 1773 | −28  |
| 10    | KK Split         | 22 | 7  | 15 | 1747 | 1877 | −130 |
| 11    | Borac Nektar     | 22 | 6  | 16 | 1824 | 1902 | −78  |
| 12    | Bosna ASA        | 22 | 1  | 21 | 1662 | 2112 | −450 |

## Final four
Die Final four Spiele fanden am 3. und 5. April 2003 statt.
|  | Halbfinale | Halbfinale       | Halbfinale |  |  | Finale | Finale           | Finale |
|  |            |                  |            |  |  |        |                  |        |
|  |            |                  |            |  |  |        |                  |        |
|  | 1          | Roter Stern      | 77         |  |  |        |                  |        |
|  | 4          | KK Zadar         | 78         |  |  |        |                  |        |
|  |            |                  |            |  |  | 4      | KK Zadar         | 91     |
|  |            |                  |            |  |  | 2      | Maccabi Tel Aviv | 88     |
|  | 2          | Maccabi Tel Aviv | 82         |  |  |        |                  |        |
|  | 4          | Union Olimpija   | 76         |  |  |        |                  |        |
|  |            |                  |            |  |  |        |                  |        |

## Auszeichnungen

### Regular Season MVP
Kenyan Weaks von  Pivovarna Laško